# Берод бај Хахенбург
Берод бај Хахенбург (њем. Berod bei Hachenburg) општина је у њемачкој савезној држави Рајна-Палатинат. Једно је од 119 општинских средишта округа Алтенкирхен (Вестервалд). Према процјени из 2010. у општини је живјело 606 становника. Посједује регионалну шифру (AGS) 7132201.

## Географски и демографски подаци
Берод бај Хахенбург се налази у савезној држави Рајна-Палатинат у округу Алтенкирхен (Вестервалд). Општина се налази на надморској висини од 306 метара. Површина општине износи 5,0 km².

## Становништво
У самом мјесту је, према процјени из 2010. године, живјело 606 становника. Просјечна густина становништва износи 120 становника/km².